# 1º febbraio
Il 1º febbraio o primo febbraio è il 32º giorno del calendario gregoriano. Mancano 333 giorni alla fine dell'anno (334 negli anni bisestili).
In quanto primo del mese, a differenza degli altri giorni, è solitamente scritto con l'indicatore ordinale. Tuttavia, sebbene sconsigliabile, è in aumento l'uso della forma con il numerale cardinale (1 febbraio).

## Eventi
- 1662 – Il pirata cinese Koxinga cattura l'isola di Taiwan dopo nove mesi di assedio;
- 1788 – Isaac Briggs e William Longstreet brevettano la nave a vapore;
- 1790 – A New York si riunisce per la prima volta la Corte suprema degli Stati Uniti;
- 1793 – La Francia dichiara guerra a Regno Unito e Paesi Bassi;
- 1796 – La capitale dell'Alto Canada viene spostata da Newark a York;
- 1814 – Il vulcano Mayon, nelle Filippine, erutta facendo circa 1.200 vittime;
- 1861 – Il Texas proclama la secessione dagli Stati Uniti d'America;
- 1884 – Viene pubblicata la prima edizione dell'Oxford English Dictionary;
- 1893
  - A Torino viene rappresentata per la prima volta l'opera di Giacomo Puccini "Manon Lescaut";
  - Simone M. Dallaj finisce la costruzione del primo studio cinematografico;
- 1896 – A Torino viene rappresentata per la prima volta l'opera di Giacomo Puccini "La bohème";
- 1898 – Nasce l'assicurazione per automobili ad opera della "Travelers Insurance Company"[3];
- 1908 – Re Carlo I del Portogallo e suo figlio, principe Luigi Filippo, vengono uccisi a Terreiro do Paco, Lisbona;
- 1910 – Viene fondata da Carlo Cattapani l'A.G. Nocerina 1910;
- 1913 – Apre il Grand Central Terminal di New York; è la più grande stazione ferroviaria del mondo;
- 1918 – La Russia adotta il calendario gregoriano;
- 1919 – La prima Miss America viene incoronata a New York;
- 1920 – Entrano in servizio le Giubbe Rosse canadesi;
- 1923 – Viene fondata la Milizia Volontaria per la Sicurezza Nazionale;
- 1924 – Il Regno Unito riconosce l'URSS;
- 1942 – Seconda guerra mondiale: Vidkun Quisling viene nominato primo ministro di Norvegia dagli occupanti nazisti;
- 1945 – Entra in vigore il decreto legislativo luogotenenziale che dà il voto alle donne, voluto da Palmiro Togliatti ed Alcide De Gasperi. Per la prima volta nella storia d'Italia le donne possono votare;
- 1946 – Il norvegese Trygve Lie viene scelto come primo Segretario generale delle Nazioni Unite;
- 1953 – Nei Paesi Bassi, nell'alluvione del secolo, si rompono molti argini, causando la morte di 1853 persone;
- 1958
  - Egitto e Siria formano la Repubblica Araba Unita, che durerà fino al 1961;
  - Johnny Dorelli e Domenico Modugno vincono l'8º Festival di Sanremo con il brano Nel blu dipinto di blu;
- 1968 – Guerra del Vietnam: un ufficiale Viet Cong viene giustiziato da Nguyễn Ngọc Loan, capo della polizia sudvietnamita. L'esecuzione viene filmata e fotografata e aiuterà a far schierare l'opinione pubblica contro la guerra;
- 1977 – Hanno ufficialmente inizio le trasmissioni a colori della RAI;
- 1978 – Il regista Roman Polański evade dalla libertà su cauzione e si rifugia in Francia, dopo essersi dichiarato colpevole di aver avuto rapporti sessuali con una tredicenne;
- 1979
  - La rapinatrice di banche Patty Hearst viene scarcerata dopo essere stata graziata dal presidente statunitense Jimmy Carter;
  - L'Ayatollah Khomeini viene accolto a Tehran (Iran) dopo quasi 15 anni di esilio;
- 1982
  - Senegal e Gambia formano la Confederazione del Senegambia;
  - Nasce Radio Deejay;
- 1989 – Nell'Antartide si verifica un inquinamento da 1000 litri di carburante seguito al naufragio nella tempesta della nave oceanografica rompighiaccio argentina ARA Bahia Paraiso (B-1);
- 1990 – Nasce Radio RockFM;
- 1992 – Il magistrato capo della corte di Bhopal dichiara fuggitivo in base alla legge indiana Warren Anderson, ex-amministratore delegato della Union Carbide, per non essersi presentato al processo per il disastro di Bhopal;
- 1996 – Il Congresso degli Stati Uniti approva il Communications Decency Act;
- 2003
  - Lo Space Shuttle Columbia esplode in volo a 60 km di quota sopra il Texas. Perdono la vita tutti e sette i membri dell'equipaggio;
  - Entra in vigore il Trattato di Nizza;
- 2004
  - Oltre 240 persone muoiono, per lo più calpestate dalla folla, durante l'annuale pellegrinaggio alla Mecca;
  - Scienziati del Joint Institute for Nuclear Research e del Lawrence Livermore National Laboratory riportano la scoperta degli elementi Ununtrio e Ununpentio su Physical Review;
- 2016 – Si aprono negli Stati Uniti le elezioni primarie dei partiti Democratico e Repubblicano, con i caucus dell'Iowa;
- 2021 – In Birmania ha luogo un colpo di Stato militare: la consigliera di Stato Aung San Suu Kyi viene arrestata e il presidente della Repubblica viene rimosso forzatamente dalla carica; Min Aung Hlaing diventa il leader dello Stato e Myint Swe il presidente. Internet viene bloccato, le linee telefoniche vengono controllate e i voli vengono interrotti[4];

## Nati
Ci sono circa 1 300 voci su persone nate il 1º febbraio; vedi la pagina Nati il 1º febbraio per un elenco descrittivo o la categoria Nati il 1º febbraio per un indice alfabetico.

## Morti
Ci sono circa 570 voci su persone morte il 1º febbraio; vedi la pagina Morti il 1º febbraio per un elenco descrittivo o la categoria Morti il 1º febbraio per un indice alfabetico.

## Feste e ricorrenze

### Religiose
Cristianesimo:
- Sant'Agrippano, vescovo e martire
- Santa Brigida d'Irlanda, badessa
- Sant'Enrico Morse, sacerdote gesuita e martire
- San Giovanni della Graticola, vescovo
- Sant'Orso di Aosta, sacerdote
- San Paolo di Trois Chateaux, vescovo
- Santi Paolo Hong Yong-ju, Giovanni Yi Mun-u e Barbara Ch'oe Yong-i, martiri
- San Raimondo di Fitero, abate
- San Severo di Ravenna, vescovo di Ravenna
- San Sigeberto III, re di Austrasia
- San Trifone martire
- Santa Verdiana, vergine e reclusa
- Beato Andrea da Segni (De Comitibus), francescano
- Beata Anna Michelotti (Giovanna Francesca), fondatrice delle Piccole serve del Sacro Cuore di Gesù per gli ammalati poveri
- Beati Conor O'Devany e Patrizio O'Lougham, martiri
- Beato Luigi Variara, sacerdote salesiano
- Beata Maria Anna Vaillot e quarantasei compagne martiri
- Beati Martiri di Angers, martiri della Rivoluzione francese
- Beato Reginaldo d'Orléans, domenicano

Religione romana antica e moderna:
- Calende
- Natale di Giunone Sospita Mater Regina
- Natale di Ercole (Natalis Herculis)

Wicca:
- Imbolc (festeggiato anche il 2 febbraio)